# Bollywood Movie Award/Beste Playbacksängerin
Der Bollywood Movie Award Best Playback Singer Female ist eine Kategorie des jährlichen Bollywood Movie Awards für indische Filme in Hindi.
Alka Yagnik ist die viermalige Preisträgerin.
Liste der Preisträger:
| Jahr | Film & Song                                     | Sängerin        |
| ---- | ----------------------------------------------- | --------------- |
| 1999 | Kuch Kuch Hota Hai – Kuch Kuch Hota Hai         | Alka Yagnik     |
| 2000 | kein Preis                                      | kein Preis      |
| 2001 | Kaho Naa... Pyaar Hai – Kaho Naa... Pyaar Hai   | Alka Yagnik     |
| 2002 | Asoka – San San Sana                            | Alka Yagnik     |
| 2003 | Kaante – Maahi Ve                               | Richa Sharma    |
| 2004 | Koi Mil Gaya – Koi Mil Gaya                     | K. S. Chitra    |
| 2005 | Dhoom – Dhoom Machale                           | Sunidhi Chauhan |
| 2006 | Bunty Aur Babli – Kajra Re                      | Alisha Chinoy   |
| 2007 | Kabhi Alvida Naa Kehna – Kabhi Alvida Naa Kehna | Alka Yagnik     |